# Іджеван
Іджева́н (вірм. Իջևան) — місто на північному сході Вірменії, адміністративний центр марзу (області) Тавуш. Діяв найбільший у Закавказзі килимоткацький комбінат.
Тут народився Нікол Пашинян — Прем'єр-міністр Вірменії.

## Географія
Розташований у підніжжя Іджеванського хребта і хребта Нальтекет на обох берегах гірської річки Агстев. Зі сходу до міста підступають відроги Міапорських гір, із заходу — хребта Гугарац. Це — гори з м'якими обрисами, суцільно вкриті лісами. Частина міста розташована на схилах цих гір, інша — в достатньо рівній долині річки Агстев. На цій долині проходив один із древніх торговельних шляхів Вірменії і Закавказзя. Іджеван розташовується в тому місці, де Агстев виходить з ущелини і стає спокійною. Наприкінці весни і на початку літа Агстев виходить з берегів, часто змінюючи русло, інколи завдаючи значні руйнування. Під час зливових дощів річка за кілька хвилин перетворюється на бурхливий і небезпечний потік. Так було, наприклад, у 1931, 1933, 1940 роках: потік виривав з корінням вікові дерева, котив величезні уламки скельної породи діаметром до 4—5 м. Був навіть випадок, коли незначна річка, що розбушувалися, розбила і знесла залізний міст.

### Транспорт
Місто розташовувалося на шосе Єреван — Тбілісі, яке частково проходило територією Азербайджану, однак у зв'язку з блокадою Вірменії, через вірмено-азербайджанський конфлікт траса діє лише до кордону, звідки є розгалуження вліво в напрямку Ноемберяну та вправо — Берду. Залізнична гілка Єреван — Казах на ділянці Раздан — Казах діє лише до станції Іджеван, рух лише вантажний. Відстань до Єревану по автомагістралі — 142 км.

### Промисловість
Харчова промисловість раніше була представлена в місті сироробним заводом, який випускав сир, масло, морозиво, кисломолочні продукти. В Іджеванському районі було розвинене плодівництво і частково виноградарство. Крім того, ліси багаті дикорослими плодовими деревами: грушею, яблунею, черешнею, кизилом, аличею, мушмулою. Тому в Іджевані збудували консервний завод, який, однак зруйнували.
У місті працювали механічний завод, килимоткацький та бентонітові комбінати, які також нині перебувають у неробочому стані. Іджеванський килимоткацький комбінат був найбільшим у Закавказзі і третім — в Радянському Союзі. Єдині підприємства, які ще продовжують діяльність — це деревообробний та виноробний заводи.
Поблизу Іджевану і Діліжану функціонує понад 20 джерел мінеральної води і кожен рік тут випускають 15—20 мільйонів пляшок мінеральної води.

### Корисні копалини
В околицях міста є досить велика кількість корисних копалин. Тут є родовища мармуру, вапняку, доломіту, глини, агату.

### Клімат
Клімат тут тепліший і м'якший, ніж у Діліжані. Середньорічна температура — близько 10 °C. Сильні морози трапляються рідко, середня температура січня — 0 °C. Сніг випадає щороку, але стійкий покрив утворюється раз на кілька років. Літо — тепле: середня температура серпня близько 23 °C, опадів випадає до 563 мм на рік.

## Історія
Засновано у XVIII столітті. Через околиці сучасного Іджевану проходила велика дорога торгових караванів, на якій був заїжджий двір — ночівля, вірменською «Іджеван». Дослідження показали, що древній Іджеван розташовувався на 10 км південніше від сучасного міста, на лівому березі річки Агстев, де й донині збереглися залишки стародавньої лазні.
Близько 1604—1605 рр. населення старого Іджевану було частково вирізано, частково викрадено під час перського набігу. Наприкінці XVIII століття жителі околиць засновують нове поселення на місці сучасного міста, населення якого починає поступово поповнюватися за рахунок переселенців з Карабаху і кількох сіл Єреванського ханства.
29 листопада 1920 року Іджеван був зайнятий вірменськими більшовиками за допомогою сил Радянського Азербайджану та 11-ї Червоної Армії. Офіційно було проголошено, що в Іджевані відбулося повстання трудящих проти дашнакського уряду, у результаті якого створено революційний комітет, який звернувся за допомогою до «братської» Радянської Росії. У будинку, де містився революційний комітет, у радянські часи облаштували історико-революційний музей. Там в окремому ящику зберігався телеграфний апарат, на якому була передана телеграма голови ревкому Вірменії С. Касьяна Леніну про встановлення у Вірменії Радянської влади. У Кривого мосту через Агстев, по якому до міста вступила 11-та Червона армія, потім була побудована гідроелектростанція.
У 1958 році Іджеван став селищем міського типу, в 1961-му — містом, а в 1970-му — містом республіканського підпорядкування. У 1964 році в Іджеван було проведено природний газ.

## Культура
Північний схід республіки, зокрема Іджеванській район, здавна славився своїми майстрами-килимарями: виткані ними килими «Карпет», «хурджини» виділяються соковитими фарбами і тонкістю малюнка. У Державному історичному музеї Вірменії експоновані прекрасні зразки старовинних іджеванських килимів. У місті діє історико-етнографічний музей.

## Міста-побратими
- Валанс (фр. Valence), Франція

## Відомі люди
- Казумов Норік Багратович (* 1926) — радянський вчений в області технології і хімії виноробства.
- Нікол Пашинян (нар. 1975) — вірменський журналіст, редактор, громадсько-політичний та державний діяч, лідер Вірменської революції 2018 року, Прем'єр-міністр країни.